# LSWR K10 class
LSWR K10 Class — тип грузопассажирского паровоза с осевой формулой 2-2-0, разработанный в 1901 году главным инженером Лондонской и Юго-Западной железной дороги Дугалдом Драммондом. Имел прозвище англ. Small Hopper (Малый конь). Ни один паровоз этого типа не сохранился.

## История
Для удовлетворения потребности в паровозе для смешанных грузопассажирских поездов Драммонд адаптировал свой же небольшой 2-2-0 паровоз, разработанный для Каледонской дороги. В результате паровоз получил те же движущие колёса диаметром 5 ф. 7 д. (1,702 м), как LSWR M7 class и котёл, взаимозаменяемый с котлами M7, 700 и C8.
На принадлежащем дороге заводе у Девяти Вязов было построено 40 паровозов с трёхосными тендерами для коротких тяговых плеч, типичных для местных, следующих со всеми остановками, поездов и средней величины грузовых составов, но позднее наряду с LSWR L11 class, некоторые из этих паровозов работали и с более ёмкими восьмиосными 18-тонными тендерами типа «watercart» для долгих поездок.
| Год  | Заказ | Количество | Номера                | Примечания |
| ---- | ----- | ---------- | --------------------- | ---------- |
| 1901 | K10   | 5          | 329, 340—343          |            |
| 1902 | L10   | 5          | 344-345, 347, 393—394 |            |
| 1902 | P10   | 5          | 380-384               |            |
| 1902 | S10   | 5          | 385-389               |            |
| 1902 | V10   | 5          | 135-136, 390—392      |            |
| 1902 | A11   | 5          | 137-141               |            |
| 1902 | C11   | 5          | 142-146               |            |
| 1902 | E11   | 5          | 149-153               |            |

## Окраска и нумерация

### LSWR и Southern Railway

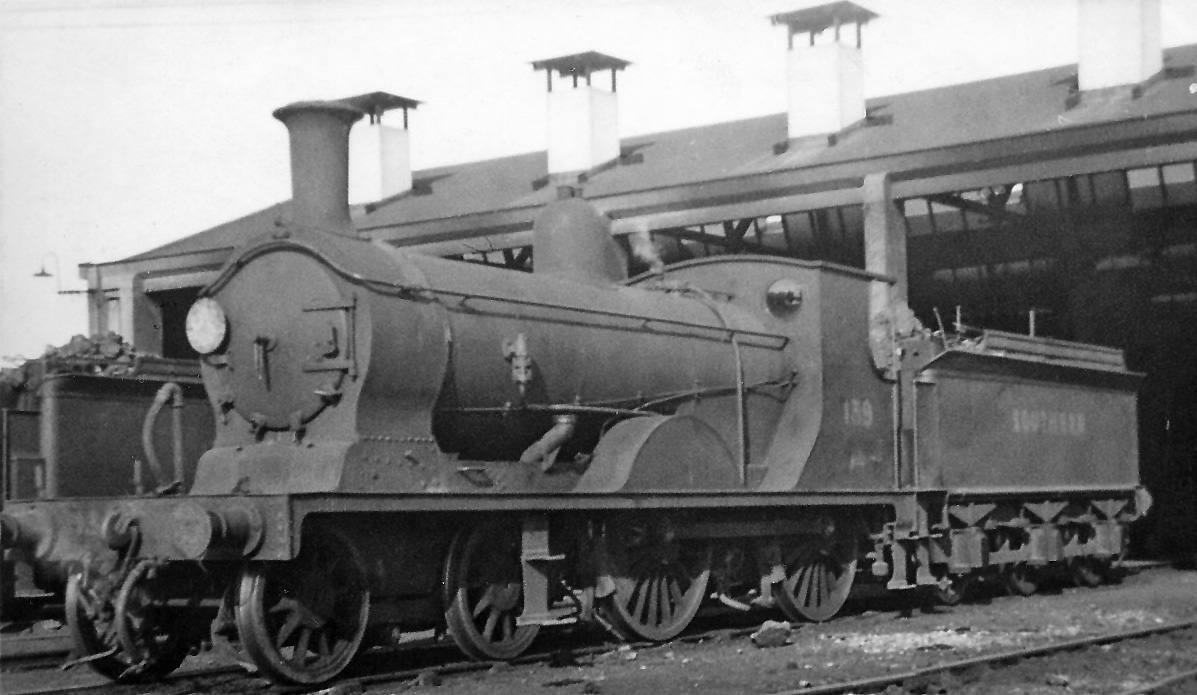
№ 139 в Фелтеме, 1947 г.

На LSWR паровозы были окрашены в драммондовскую шалфеево-зелёную пассажирскую ливрею с фиолетовыми и коричневыми каёмками и чёрными и белыми полосами. На Южной дороге после укрупнения британских железных дорог в 1923 году паровозы перекрасили в маунселловскую, более тёмную версию шалфеевой ливреи с золотистыми буквами на тендере с чёрно-белой окантовкой. Эта схема осталась и при Буллиде, несмотря на его эксперименты с малахитово-зелёной, только надпись Southern на тендере стала солнечно-жёлтого цвета. Во время Второй мировой войны паровозы выходили из ремонта в военной чёрной окраске. Паровозы этого класса нумеровались в LSWR хаотично, и на SR эти номера сохранились.

### После национализации в 1948 году
В 1947 году № 136, 138, 149 и № 342, 344, 347, 381, 387, 388 были отставлены, и к British Railways в 1948 году перешёл только 31 паровоз этого типа. Списание их шло быстро, и новый номер 30381 (солнечно-жёлтого цвета) получил только бывший 381, сохранивший, кстати, надпись Southern на чёрном тендере. В апреле 1951 года он был списан, в июле того же года вышел из строя и больше не ремонтировался № 389, а в августе 1951 года был в работоспособном состоянии списан № 384. На 1949 год ни один паровоз перекраску в стандартную ливрею British Railways не прошёл.

## Служба
Паровоз оказался так же неспособен поддерживать полную мощность долгое время, как и LSWR C8 class, отчего K10 использовались на главном ходу только для случайных и коротких поездок. Этот недостаток, однако не мешал им работать на боковых ветках. Бизнес LSWR был, главным образом, пассажирским, и у дороги не было нужды в вождении большого количества тяжёлых грузовых поездов.
Согласно Денди Маршаллу, разница между K10 «Малым конём» и L11 «Большим конём» заключалась в том, что:
- У K10 спарники длиной 9 футов (2,743 м) котёл от C8;
- у L11 спарники длиной 10 футов (3,048 м) и котёл от T9.

| Год  | На начало года | Списано | Номера                                                               | Примечания                                           |
| ---- | -------------- | ------- | -------------------------------------------------------------------- | ---------------------------------------------------- |
| 1947 | 40             | 9       | 136/138/149, 342/344/347/381/387-388                                 |                                                      |
| 1948 | 31             | 8       | 139/143/145-146/150/340/343/392                                      |                                                      |
| 1949 | 23             | 15      | (30)135/137/141/144/152-153, (30)341/345/380/383/385-386/391/393-394 | Номера BR назначены, но не были нанесены             |
| 1950 | 8              | 5       | (30)140/142/151, (30)329/390                                         | Номера BR назначены, но не были нанесены             |
| 1951 | 3              | 3       | 30382, (30)384/389                                                   | Из всех K10 только на № 30382 этот номер был нанесён |